# Maira tuberculata
Maira tuberculata är en tvåvingeart som beskrevs av Wulp 1872. Maira tuberculata ingår i släktet Maira och familjen rovflugor. Inga underarter finns listade i Catalogue of Life.